# 海参崴东方学院
海参崴东方学院（羅馬化：Vostochnjy institut，直译：「东方学院」）是俄罗斯海參崴境内的首个高等教育机构，亦是现今远东联邦大学的前身。1899年10月，俄罗斯帝国在符拉迪沃斯托克（海参崴）设立东方学院，主要用以研究东方国家地区的文化，并培养建设俄罗斯远东地区的行政、商业和工业人才。1920年4月，远东共和国政府下令解散海参崴东方学院，原东方学院及以东方学院为依托所建立的一些私立学院一同并入新成立的国立远东大学。

## 历史
在俄皇亚历山大三世在位期间，便有人希望在海参崴设立一所高等教育机构，但直至亚历山大三世去世，这一设想都未能付诸实践。尼古拉二世即位后，于1899年7月接见了东方学者阿列克谢·马特维耶维奇·波兹德涅夫，邀请教授担任即将成立的东方学院院长，并表示希望这个新设立的学院能够为俄罗斯培养出精通远东事务的人才。7月9日，俄皇正式下旨在远东设立东方学院，并将东方学院建造为能够培养出掌握东方语言的外交官、军人、金融专家和宗教工作者等人才的教育机构，兼研究汉学、满学、日本学及蒙古学等。东方学院建成后，逐渐发展为俄罗斯远东地区的汉学基地，也是俄罗斯境内的两大汉学中心（另一中心为彼得堡大学东方系）。
日俄战争爆发后，东方学院迁至上乌金斯克，于1905年2月在上乌金斯克复课。3月，阿穆尔代理总督安德烈耶夫下令停止东方学院的授课工作。1906年2月，东方学院成立自营印刷厂，出版《消息报》（Известия）杂志以“填补空白”。《消息报》主要报道蒙古、中国、韩国和日本的社会、政治及生活新闻，并刊印学院教师的学术文章。在此期间，汉学家彼得·施密特和蒙古学家贡博贾布·齐比科夫对学院的科学研究工作做出了较为突出的贡献。
1918年，在东方学院的支持下，部分人士在海参崴建立了历史学系、语言学系和高等理工学院等私立学院。1920年4月17日，远东共和国控制下的滨海边疆区自治局发出第220号法令，下令解散东方学院，原东方学院及东方学院支持下建立的各个私立学院合并成立国立东方大学，原东方学院改组为国立远东大学东方学系。

## 文化遗产

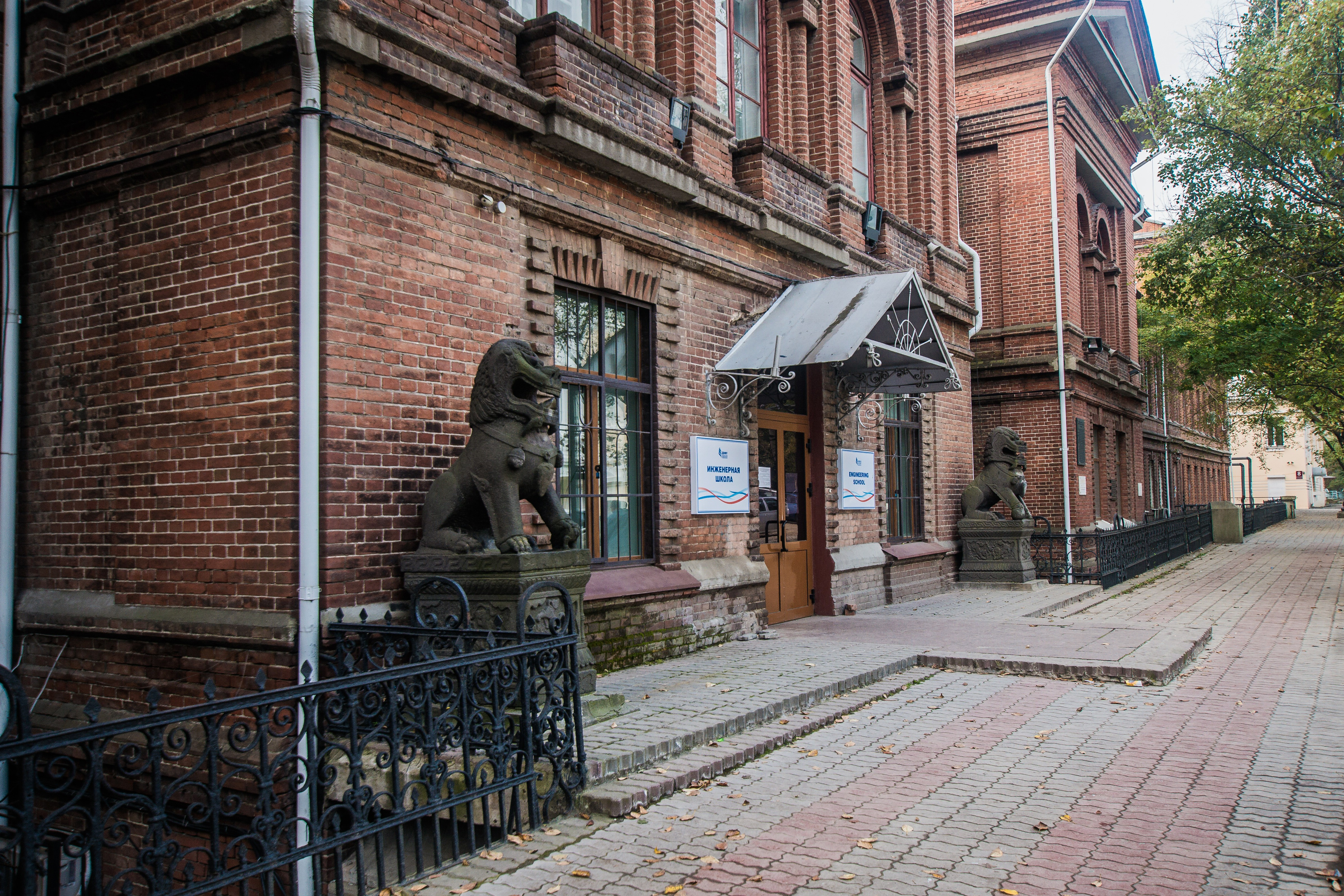
现今的远东联邦大学行政楼，即原来的东方学院大楼，门前的一对石狮子为中华人民共和国政府所捐赠。

东方学院后来历经发展演变为今天的远东联邦大学。1995年，俄罗斯联邦将位于海参崴普希金大街10号的国立远东大学（今远东联邦大学）行政楼（原东方学院大楼）列为联邦级俄罗斯文化遗产。

## 历任院长
在东方学院存在的约20年间，共有3人出任院长一职：
| 届次 | 任期          | 姓名 （俄语姓名）        | 生卒年份      |
| ---- | ------------- | ------------------------ | ------------- |
| 1    | 1899年—1903年 | 阿列克谢·波兹德涅夫 （） | 1851年—1920年 |
| 2    | 1904年—1906年 | 德米特里·波兹德涅夫 （） | 1865年—1937年 |
| 3    | 1906年—1917年 | 阿波利纳里·鲁达科夫 （） | 1871年—1949年 |

## 延伸阅读
- . . St. Petersburg. 1890–1907.